# Eleição municipal de Cachoeiro de Itapemirim em 2016
A eleição municipal de Cachoeiro de Itapemirim em 2016 foi realizada para eleger um prefeito, um vice-prefeito e 19 vereadores no município de Cachoeiro de Itapemirim, no estado brasileiro do Espírito Santo. Foram eleitos ) e  para os cargos de prefeito(a) e vice-prefeito(a), respectivamente.
Seguindo a Constituição, os candidatos são eleitos para um mandato de quatro anos a se iniciar em 1º de janeiro de 2017. A decisão para os cargos da administração municipal, segundo o Tribunal Superior Eleitoral, contou com 136 938 eleitores aptos e 27 114 abstenções, de forma que 19.8% do eleitorado não compareceu às urnas naquele turno.

## Antecedentes
Na eleição municipal de 2012, Carlos Roberto Casteglione Dias , do PT derrotou o candidato Glauber Coelho do PR no primeiro turno. O candidato do PT foi eleito com 51,79% dos votos válidos, em 2012. Antes de vencer as eleições para prefeito, Casteglione foi Deputado Estadual em 2002.

## Campanha
Durante a campanha do prefeito Victor Coelho, do PSB, uma de suas maiores propostas era sair do modelo tradicional de gestão e atender mais rapidamente o cidadão. Dentre as propostas de campanha de Victor Coelho, estiveram: reabrir a farmácia popular, organizar campanhas educativas específicas para conscientizar sobre a importância da saúde preventiva, aumentar investimentos na área de saúde e educação, realizar Concurso Público, promover a formação dos profissionais da Educação, criar o Fundo Municipal de Cultura,  implantar o projeto Escola da Vida para pessoas em situação de rua, entre outros. Seus projetos atingem todas as áreas, de saúde e educação à agricultura e meio ambiente.   

## Resultados

### Eleição municipal de Cachoeiro de Itapemirim em 2016 para Prefeito
Victor Coelho foi eleito prefeito no dia 02/10/2016, com 58,93% dos votos.  
A eleição para prefeito contou com 8 candidatos em 2016: Lazaro Costalonga Silotti do Partido Social Liberal, Jathir Gomes Moreira do Solidariedade (partido político), Romario Correa Miranda do Partido Verde (Brasil), Braz Barros da Silva do Partido dos Trabalhadores, Marcos Mansur do Partido da Social Democracia Brasileira, Victor da Silva Coelho do Partido Socialista Brasileiro, Julio Cesar Ferrare Cecotti do Movimento Democrático Brasileiro (1980), Jonathan William Moreira Correa do Rede Sustentabilidade que obtiveram, respectivamente, 826, 24 594, 3 086, 2 748, 8 136, 59 377, 1 174, 825 votos. O Tribunal Superior Eleitoral também contabilizou 19.8% de abstenções nesse turno. 
| Candidato(a)                           | Vice                              | Coligação                                        | Votos recebidos | Percentual |
| -------------------------------------- | --------------------------------- | ------------------------------------------------ | --------------- | ---------- |
| Victor da Silva Coelho (PSB)           | Jonas Nogueira Dias Junior        | Unidos pra Mudar                                 | 59377           | 58.93%     |
| Jathir Gomes Moreira (SD)              | Claudia Mileipe Festa Lemos       | Juntos Por um Cachoeiro Melhor                   | 24594           | 24.41%     |
| Marcos Mansur (PSDB)                   | David Alberto Lóss                | Todos Por Cachoeiro                              | 8136            | 8.07%      |
| Romario Correa Miranda (PV)            | Simone Temporim Domingues         | Juntos Por uma Cachoeiro Sustentável             | 3086            | 3.06%      |
| Braz Barros da Silva (PT)              | Jose Irineu de Oliveira           | Por um Novo Tempo de Mudanças                    | 2748            | 2.73%      |
| Julio Cesar Ferrare Cecotti (MDB)      | Maximiano da Silva Neto           | Movimento Democrático Brasileiro (sem coligação) | 1174            | 1.17%      |
| Lazaro Costalonga Silotti (PSL)        | Andréia Neves dos Santos Vantilio | Competência para Mudar                           | 826             | 0.82%      |
| Jonathan William Moreira Correa (REDE) | Andrea Cristina Livio Marques     | Rede Sustentabilidade (sem coligação)            | 825             | 0.82%      |

### Eleição municipal de Cachoeiro de Itapemirim em 2016 para Vereador
Na decisão para o cargo de vereador na eleição municipal de 2016, foram eleitos 19 vereadores com um total de 100 898 votos válidos. O Tribunal Superior Eleitoral contabilizou 4 644 votos em branco e 4 282 votos nulos. De um total de 136 938 eleitores aptos, 27 114 (19.8%) não compareceram às urnas .
| Nome                                 | Partido político                               | Coligação                                           | Votos recebidos | Percentual |
| ------------------------------------ | ---------------------------------------------- | --------------------------------------------------- | --------------- | ---------- |
| Silvio Coelho Neto                   | Partido Republicano Progressista (PRP)         | Renova Cachoeiro                                    | 2054            | 2.04%      |
| Paulo Sergio de Almeida              | Partido Republicano Progressista (PRP)         | Renova Cachoeiro                                    | 1637            | 1.62%      |
| Alexandre Bastos Rodrigues           | Partido Socialista Brasileiro (PSB)            | Atitude Socialista                                  | 1501            | 1.49%      |
| Alexandre Valdo Maitan               | Partido Democrático Trabalhista (PDT)          | Cachoeiro Acima de Tudo                             | 1458            | 1.45%      |
| Diogo Pereira Lube                   | Partido Democrático Trabalhista (PDT)          | Cachoeiro Acima de Tudo                             | 1438            | 1.43%      |
| Alexon Soares Cipriano               | Partido Republicano da Ordem Social (PROS)     | Partido Republicano da Ordem Social (sem coligação) | 1354            | 1.34%      |
| Delandi Pereira Macedo               | Partido Social Cristão (PSC)                   | Cachoeiro de Verdade                                | 1285            | 1.27%      |
| Elio Carlos Silva de Miranda         | Partido Democrático Trabalhista (PDT)          | Cachoeiro Acima de Tudo                             | 1271            | 1.26%      |
| Renata Sabra Baião Fiorio Nascimento | Partido Social Democrático (PSD)               | Juntos pela Renovação                               | 1247            | 1.24%      |
| Bras Zagotto                         | Solidariedade (SD)                             | União em Favor de Cachoeiro                         | 1192            | 1.18%      |
| Ely Escarpini                        | Partido Verde (PV)                             | Partido Verde (sem coligação)                       | 1189            | 1.18%      |
| Alexandre Andreza Macedo             | Democratas (DEM)                               | União em Favor de Cachoeiro                         | 1096            | 1.09%      |
| Edison Valentim Fassarella           | Partido Verde (PV)                             | Partido Verde (sem coligação)                       | 1075            | 1.07%      |
| Rodrigo Sandi                        | Podemos (PODE)                                 | Rumo ao Futuro                                      | 1065            | 1.06%      |
| Allan Albert Lourenço Ferreira       | Partido Republicano Brasileiro (PRB)           | Juntos pela Renovação                               | 1041            | 1.03%      |
| Wallace Marvila Fernandes            | Partido Progressista (PP)                      | Partido Progressista (sem coligação)                | 1035            | 1.03%      |
| Sebastião Gomes                      | Partido Progressista (PP)                      | Partido Progressista (sem coligação)                | 1017            | 1.01%      |
| Higner Mansur                        | Partido Socialista Brasileiro (PSB)            | Atitude Socialista                                  | 1004            | 1%         |
| Dario Silveira Filho                 | Partido da Social Democracia Brasileira (PSDB) | Cachoeiro de Verdade                                | 950             | 0.94%      |

## Análise
A vitória de Victor Coelho logo no primeiro turno não foi concorrida, tendo assim um grande número de votos logo no primeiro turno contra o candidato Jathir Moreira. Em entrevista ao site G1, Victor declarou "Esperava que fosse uma eleição mais disputada. O desafio que a gente tem é de reerguer a cidade, recuperar a autoestima do cachoeirense".